# آلن کمپل (فیلم‌نامه‌نویس)
آلن کمپل (انگلیسی: Alan Campbell؛ ۲۱ فوریه ۱۹۰۴ - ۱۴ ژوئن ۱۹۶۳) یک فیلم‌نامه‌نویس اهل ایالات متحده آمریکا بود.
وی فیلم‌نامه‌نویس فیلم‌هایی همچون روباه‌های کوچک و ستاره‌ای متولد شده است بوده‌است.